# 14-я танковая бригада (3-го формирования)
 14-я танковая бригада — танковая бригада Красной армии в годы Великой Отечественной войны.
Сокращённое наименование — 14 тбр.

## Формирование и организация
14-я танковая бригада сформирована на основании Директивы Зам. НКО № 725239сс от 02.09.1941 г. в районе Харькова. Постановлением ГКО №-671сс от 13 сентября 1941 г. ГАБТУ было обязано закончить формирование бригады к 29 сентября 1941 г. Формирование проводилось на базе остатков разгромленного в летних боях 87-го танкового полка 44-й танковой дивизии.
26 сентября 1941 г. убыла на Юго-Западный фронт. 28 сентября 1941 г. подчинена 38-й армии Юго-Западного фронта. 2 ноября 1941 г. переподчинена 40-й армии.
В феврале 1942 г. на доукомплектование бригады был обращён 113-й отд. танковый батальон.
8 июля 1942 г. 40-я армия, вместе с бригадой передана в состав Воронежского фронта. 25 сентября 1942 г. на укомплектование бригады была обращена 21-я отдельная танковая рота. 25 декабря 1942 г. переподчинена 60-й армии Воронежского фронта. 1 февраля 1943 г. переподчинена 38-й армии.
24 февраля 1943 г. выведена в район Тамбова в резерв Ставки ВГК на доукомплектование.
21 июля 1943 г. на основании Приказа НКО № 00106 от 21.06.1943 г. переформирована в 87-й танковый полк. Войну закончил как 87-й танковый Бобруйско-Житомирский Краснознамённый ордена Суворова полк в составе 7-й гв. кд.

## Боевой путь

### 1941
Первый бой бригады состоялся в конце сентября 1941 года. 30 сентября в районе селя Просяное бригада вступила в бой с 168-м разведывательным батальоном 68-й пехотной дивизии (LII.AK, 17.Armee), который был усилен 2-й батареей 245-го дивизиона штурморудий (без 1 взвода) и одним сапёрным взводом. По советским данным, в этом бою 14-я танковая бригада подбила 6 «танков», 2 автомашины (1 грузовая и 1 легковая), захватила 6 пленных, уничтожила до 20 немцев, потеряв 7 танков Т-34 подбитыми и 6 человек ранеными. В ночь на 1 октября 168-й разведывательный батальон потеснил передовой отряд 14-й ТБр и занял хутор Станичный Весь день 1 октября 168-й разведывательный батальон и 14-я танковая бригада провели в обороне Станичного и Просяного в 5 километрах друг от друга и ограничивались одной только взаимной разведкой. В 23.00 1 октября 14-я танковая бригада выступила вперёд для занятия рубежа обороны: Гавриловка — Евдокимовка — Станичный — и с рассветом 2 октября завязала бой против 168-го разведывательного батальона за Станичный В 5.30 немцы отбили атаку мотострелков и танков 14-й ТБр на Станичный, удержав этот хутор [5, F. 684]. Оставив Станичный в стороне, 14-я танковая бригада выбила мелкие разведгруппы противника из Гавриловки (западнее х. Ляшова), к 12.30 заняла рубеж обороны: Гавриловка — Евдокимовка, а к 15.00 разведгруппами, не встречая противника, заняла Дереговку к востоку от Станичного

## Боевой и численный состав
Бригада формировалась по штатам № 010/75-010/83, 010/87 от 13.09.1941 г.:
- Управление бригады [штат № 010/75]
- Рота управления [штат № 010/76]
- Разведывательная рота [штат № 010/77]
- 14-й танковый полк [штат № 010/87] — два батальона
- Моторизованный стрелково-пулемётный батальон [штат № 010/79]
- Зенитный дивизион [штат № 010/80]
- Ремонтно-восстановительная рота [штат № 010/81]
- Автотранспортная рота [штат № 010/82]
- Медико-санитарный взвод [штат № 010/83]

В январе 1942 г. бригада переведена на штаты № 010/303-010/310 от 09.12.1941 г.:
- Управление бригады [штат № 010/303]
- Рота управления [штат № 010/304]
- Разведывательная рота [штат № 010/305]
- 1-й отд. танковый батальон [штат № 010/306]
- 2-й отд. танковый батальон [штат № 010/306]
- Мотострелково-пулемётный батальон [штат № 010/307]
- Ремонтно-восстановительная рота [штат № 010/308]
- Автотранспортная рота [штат № 010/309]
- Медико-санитарный взвод [штат № 010/310]

15.01.1942 — 27.06.1942 бригада переведена на штаты № 010/345-010/352 от 15.02.1942 г.:
- Управление бригады [штат № 010/345]
- 530-й отд. танковый батальон [штат № 010/346]
- 531-й отд. танковый батальон [штат № 010/346]
- Мотострелково-пулемётный батальон [штат № 010/347]
- Противотанковая батарея [штат № 010/348]
- Зенитная батарея [штат № 010/349]
- Рота управления [штат № 010/350]
- Рота технического обеспечения [штат № 010/351]
- Медико-санитарный взвод [штат № 010/352]

Директивой НКО № 1125395сс от 31.03.1943 г. бригада переведена на штаты № 010/270-010/277, 010/375 от 31.07.1942 г.:
- Управление бригады [штат № 010/270]
- 530-й отд. танковый батальон [штат № 010/271]
- 531-й отд. танковый батальон [штат № 010/272]
- Мотострелково-пулемётный батальон [штат № 010/273]
- Истребительно-противотанковая батарея [штат № 010/274]
- Рота управления [штат № 010/275]
- Рота технического обеспечения [штат № 010/276]
- Медико-санитарный взвод [штат № 010/277]
- Рота противотанковых ружей [штат № 010/37]

Численный состав:
| дата             | объединение | Личный состав | Типы танков (исправных/неисправных) | Всего | Примечание                        |
| 26.09.1941 года. | ЮЗФ         | 1842          | 4 КВ, 25 Т 34, 32 БТ                | 61    | ЦАМО РФ. ф. 38, оп. 11373, д. 150 |

## Подчинение
Периоды вхождения в состав Действующей армии: с 28.09.1941 по 04.03.1943 года.
| Подчинение      | Подчинение                           | Подчинение | Подчинение | Подчинение |
| Дата            | Фронт (округ)                        | Армия      | Корпус     | Примечания |
| --------------- | ------------------------------------ | ---------- | ---------- | ---------- |
| 01.10.1941 года | Юго-Западный фронт                   | 38-я армия |            |            |
| 01.11.1942 года | Юго-Западный фронт                   |            |            |            |
| 01.12.1941 года | Юго-Западный фронт                   | 38-я армия |            |            |
| 01.01.1942 года | Юго-Западный фронт                   | 40-я армия |            |            |
| 01.02.1942 года | Юго-Западный фронт                   | 40-я армия |            |            |
| 01.03.1942 года | Юго-Западный фронт                   | 40-я армия |            |            |
| 01.04.1942 года | Юго-Западный фронт                   | 40-я армия |            |            |
| 01.05.1942 года | Брянский фронт                       | 40-я армия |            |            |
| 01.06.1942 года | Брянский фронт                       | 40-я армия |            |            |
| 01.07.1942 года | Воронежский фронт                    | 40-я армия |            |            |
| 01.08.1942 года | Воронежский фронт                    | 40-я армия |            |            |
| 01.09.1942 года | Воронежский фронт                    | 40-я армия |            |            |
| 01.10.1942 года | Воронежский фронт                    | 40-я армия |            |            |
| 01.11.1942 года | Воронежский фронт                    | 60-я армия |            |            |
| 01.12.1942 года | Воронежский фронт                    | 60-я армия |            |            |
| 01.01.1943 года | Воронежский фронт                    |            |            |            |
| 01.02.1943 года | Воронежский фронт                    |            |            |            |
| 01.03.1943 года | Резерв Верховного Главнокомандования |            |            |            |
| 01.04.1943 года | Приволжский военный округ            |            |            |            |
| 01.05.1943 года | Приволжский военный округ            |            |            |            |
| 01.06.1943 года | Приволжский военный округ            |            |            |            |
| 01.07.1943 года | Приволжский военный округ            |            |            |            |

## Командование бригады

### Командиры бригады
- Семенников Сергей Ионович (02.09.1941 — 30.06.1942), подполковник, с 07.12.1941 полковник (погиб 30.06.1942)[3];
- Стызик Сергей Тимофеевич (30.06.1942 — 00.06.1943), подполковник, с 20.01.1943 полковник[4][5][6].

### Заместитель командира бригады по строевой части
- Стогний, Георгий Ефимович (13.02.1942 — 28.02.1942), майор (ИД);
- Анисимов, Борис Афанасьевич (до 17.06.1942), полковник;
- Стызик Сергей Тимофеевич (на июнь 1942), майор.

### Военный комиссар, с 9.10.1942 заместитель командира бригады по политической части
- Кудинов Никанор Григорьевич (20.09.1941 — 08.12.1941), бригадный комиссар[7];
- Серенко Михаил Фёдорович (24.12.1941 — 15.08.1942), полковой комиссар[8];
- Алексеев Александр Иванович (15.08.1942 — 11.01.1943), батальонный комиссар, с 05.11.1942 майор;
- Шибаев Алексей Алексеевич (12.01.1943 — 27.01.1943), полковник[9][10].

### Заместитель командира бригады по технической части
- Кулибабенко Валентин Алексеевич[11], интендант 3-го ранга (в июле 1942 тяжело ранен),00.09.1942 — 00.07.1942 года[12].

### Начальники штаба бригады
- Лавриненко, Матвей Илларионович (00.09.1941 — 00.12.1941), подполковник;
- Стызик Сергей Тимофеевич[13] (00.12.1941 — 00.05.1942), майор (ИД);
- Гусаков Николай Фёдорович (00.05.1942 — 00.10.1942), подполковник[14];
- Силантьев Василий Григорьевич (00.10.1942 — 00.06.1943), майор[15][16]

### Начальники политотдела
- Волгин Сергей Николаевич (20.09.1941 — 20.12.1941), батальонный комиссар;
- Болдырев, Валериан Абрамович (24.12.1941 — 20.03.1942), батальонный комиссар, с 22.02.1942 старший батальонный комиссар;
- Галкин Михаил Алексеевич (10.04.1942 — 01.08.1942), старший батальонный комиссар;
- Сердличенко Евгений Афанасьевич (15.08.1942 — 04.03.1943), батальонный комиссар, с 2.11.1942 майор[10];

## Отличившиеся воины
| Награда | Ф.И.О                       | Должность                                               | Звание   | Дата награждения и номер документа награждении | Примечания |
| ------- | --------------------------- | ------------------------------------------------------- | -------- | ---------------------------------------------- | ---------- |
|         | Кретов, Александр Фёдорович | военный комиссар танковой роты 2-го танкового батальона | Политрук | 27 марта 1942 года                             | Посмертно  |